# Himmelstalunds hälsobrunn

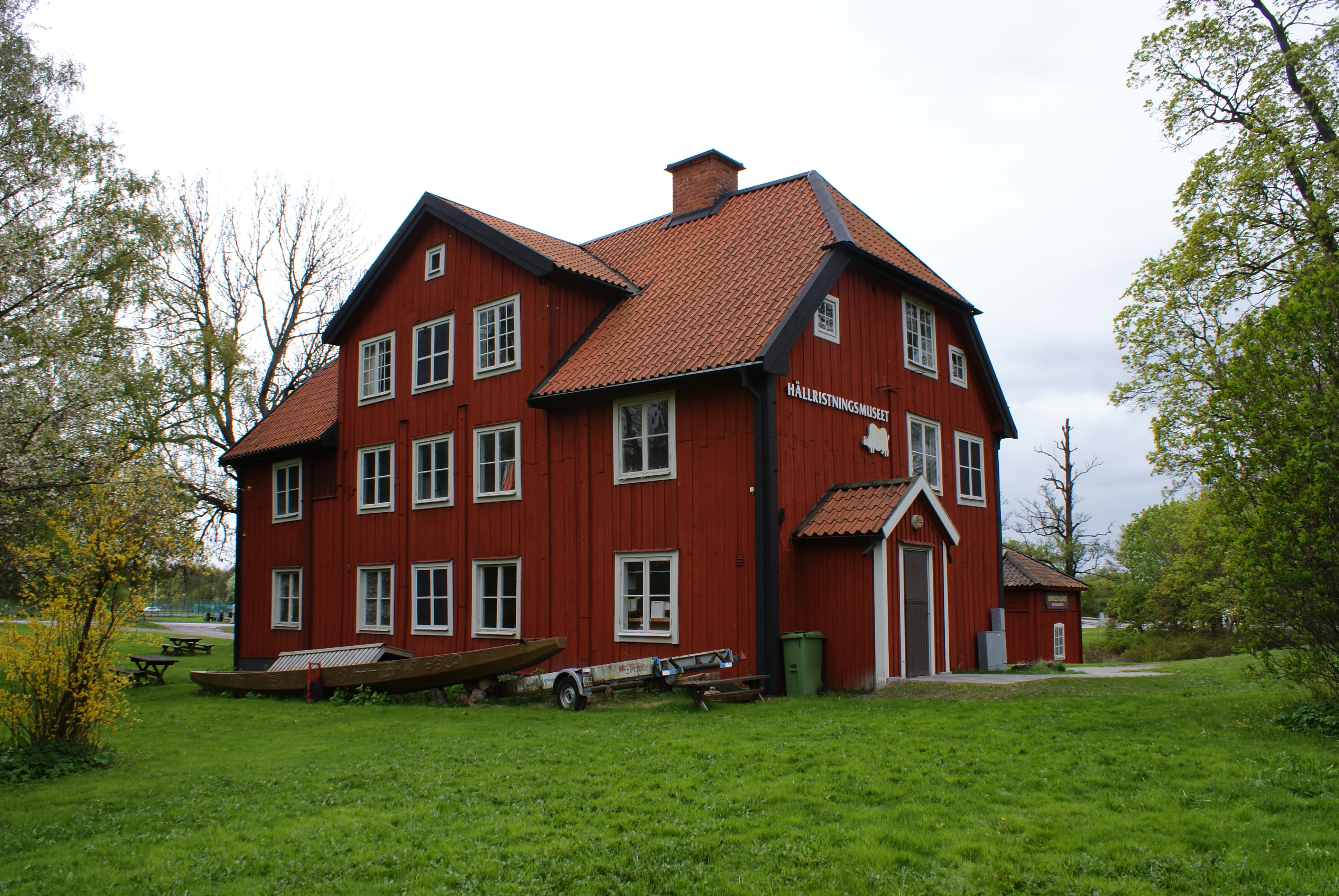
Brunnshotellet, norra långsidan

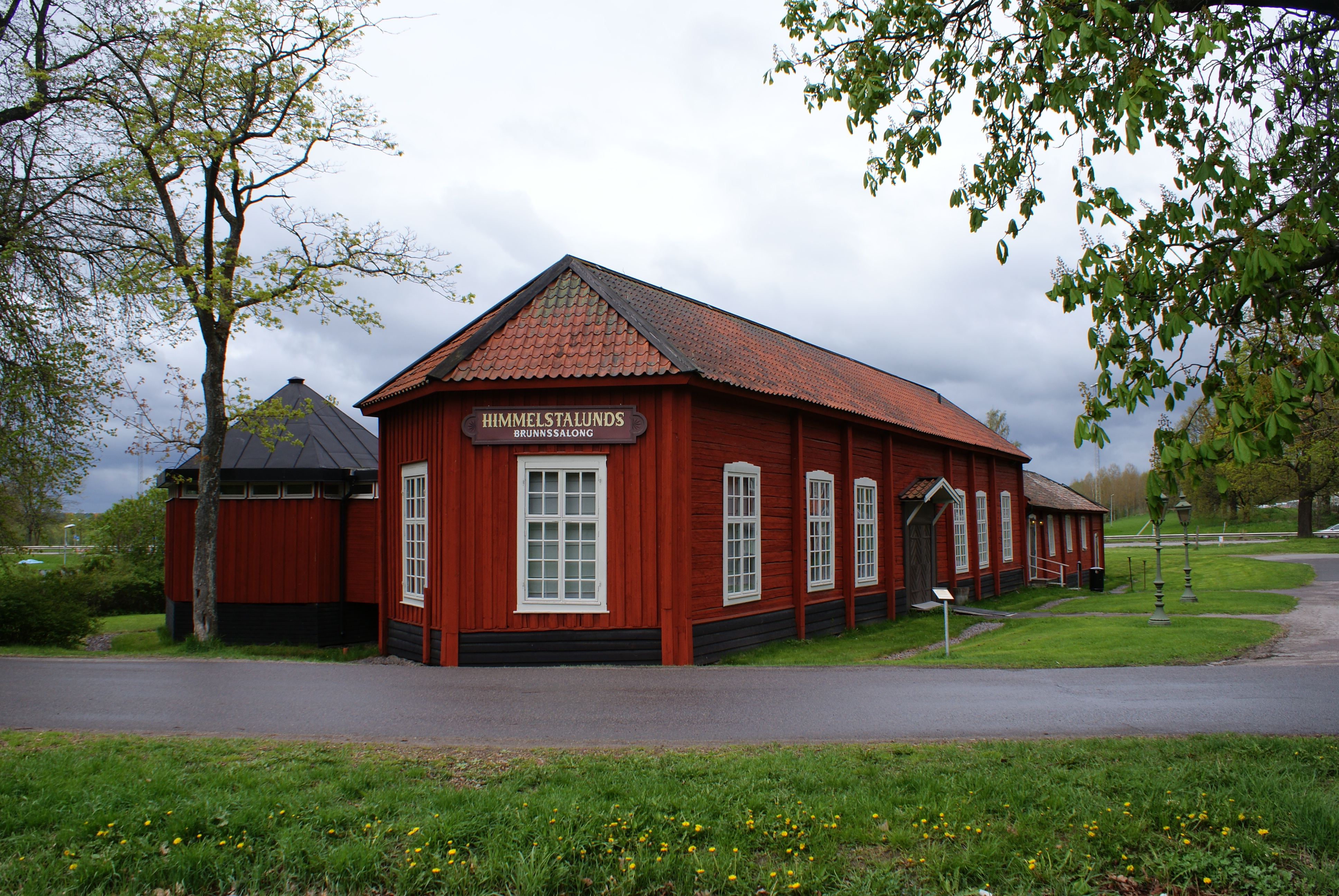
Brunnssalongen

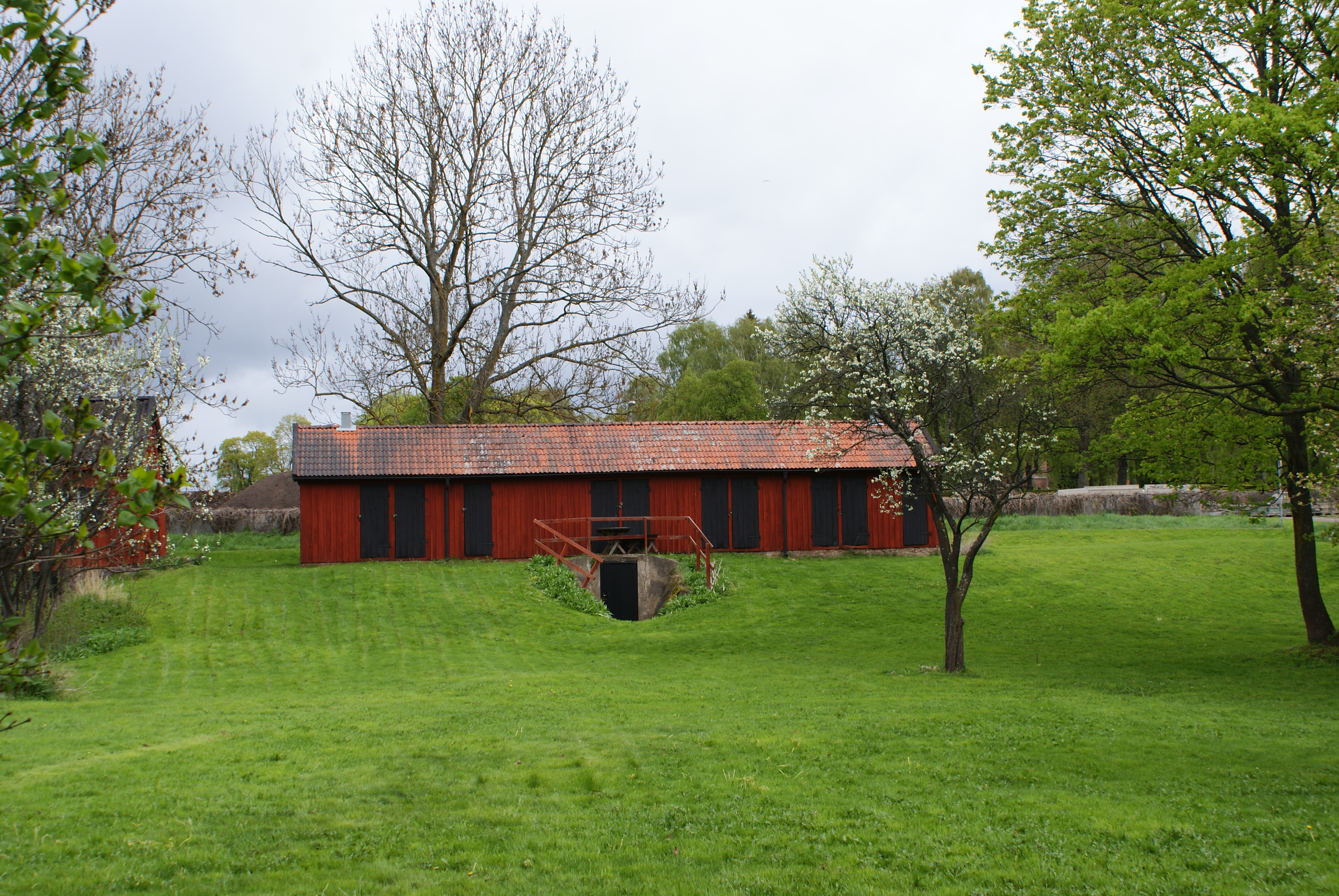
Vedbodar, norra långsidan

Himmelstalunds hälsobrunn, är en tidigare hälsobrunn och en byggnadsminnesförklarad anläggning i Norrköping.
Himmelstalunds källa, norr om Himmelstalunds herrgård, upptäcktes 1708 av Magnus Gabriel von Block. En ännu existerande lång träbyggnad uppfördes över källan på 1730-talet och inreddes senare med en fest- och teatersalong. År 1733 fick Himmelstalunds herrgårds dåvarande ägare Reinerus Reineri Broocman tillstånd att öppna krog. På 1760-talet byggdes ett brunnshotell med tolv gästrum och senare en "köks- och salubygnad". Vid Motala ström anlades badhus, brännhus och mälthus.
Under 1860-talet sattes en koleraepidemi i samband med vatten från källan och brunnsdrickningen upphörde under detta decennium.
Mellan herrgården och brunnsområdet går en allé, som fortsätter norrut förbi Norra kyrkogården.

## Byggnader

### Brunnssalongen
Brunnssalongen är en 45 meter lång timrad, rödfärgad och smal byggnad. Byggnaden innehåller två salonger och en förstuga. I den västra delen av salongen ligger källan, medan den östra delen har en fest- och teatersalong. Vid sidöstra gavel finns en sexkantig byggnad, som uppfördes på 1960-talet som skådespelarloge.
I fest- och teatersalongen finns väggmålningar av exotiska landskap, vilka kan vara från en restaurering år 1839.

### Brunnshotellet
Brunnshotellet är en två och en halvvånings byggnad i timmer med rödfärgad lockpanel. Det har sadeltak med enkupigt tegel. I början av 1900-talet tillkom en förstukvist mitt på södra långsidan. Brunnshotellet hade tidigare bostad på nedre planet och tolv gästrum på övre planet. I bottenvåningen fanns fram till 2016 Hällristningsmuseet, som drevs av Föreningen Bronsålder i Norrköping, senare även kallad Föreningen Forntid i Norrköping.

### Sexstyverskrogen
Sexstyverskrogen står på en murad källare, är timrad och har lockpanel utanpå. Taket var tidigare torvtäckt, men är numera ett brädtak.

## Fotogalleri

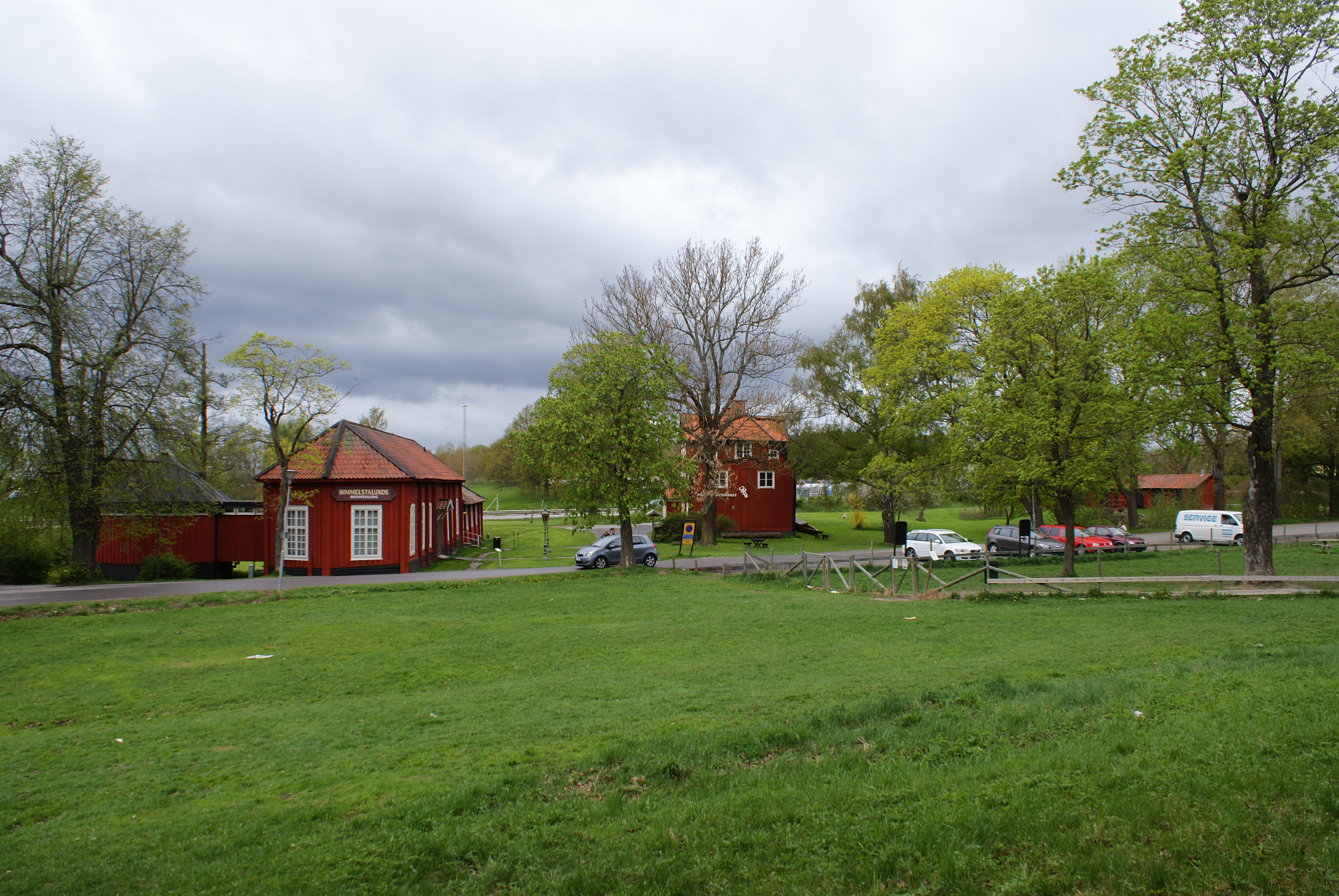
Överblicksbild
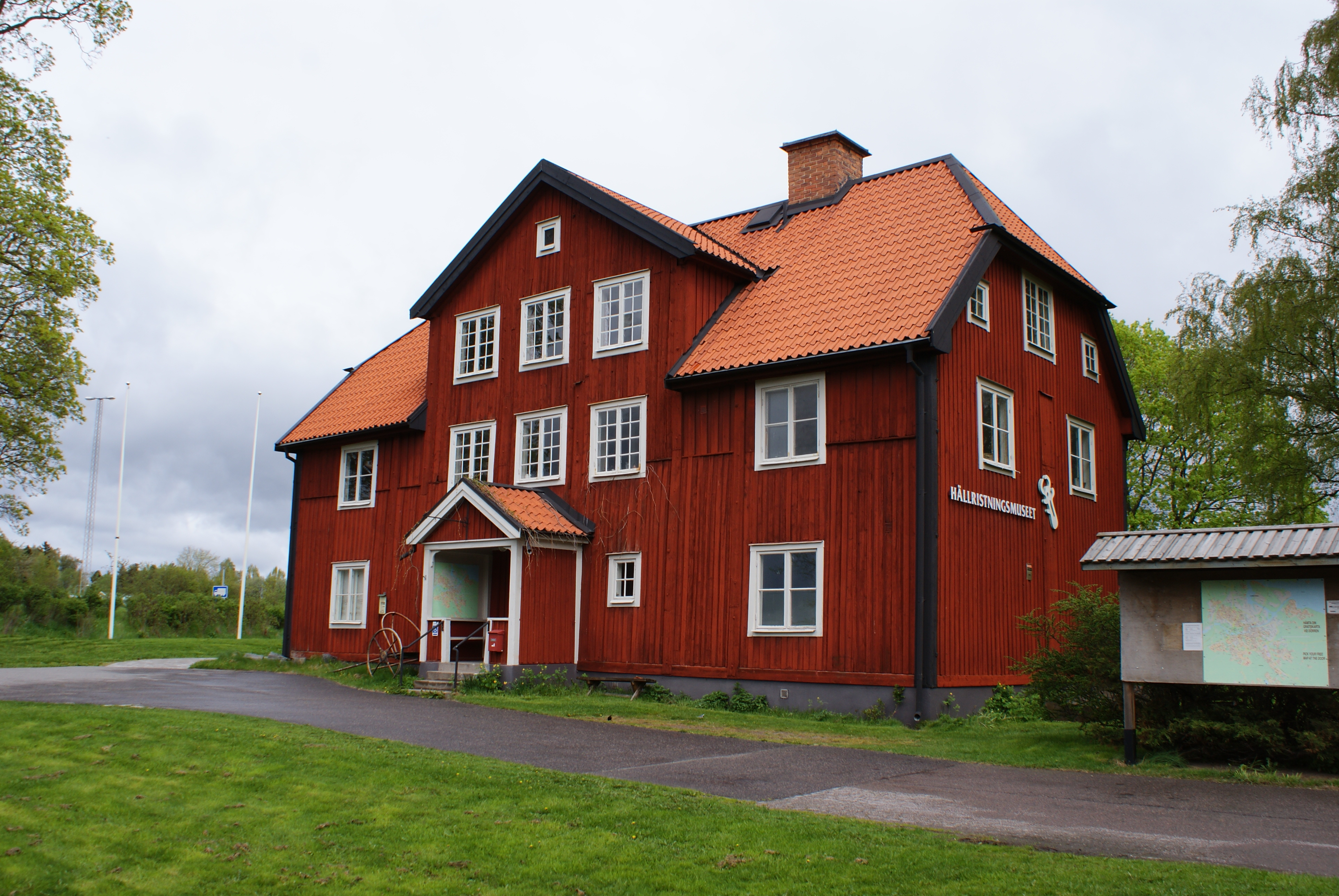
Södra långsidan av brunnshotellet
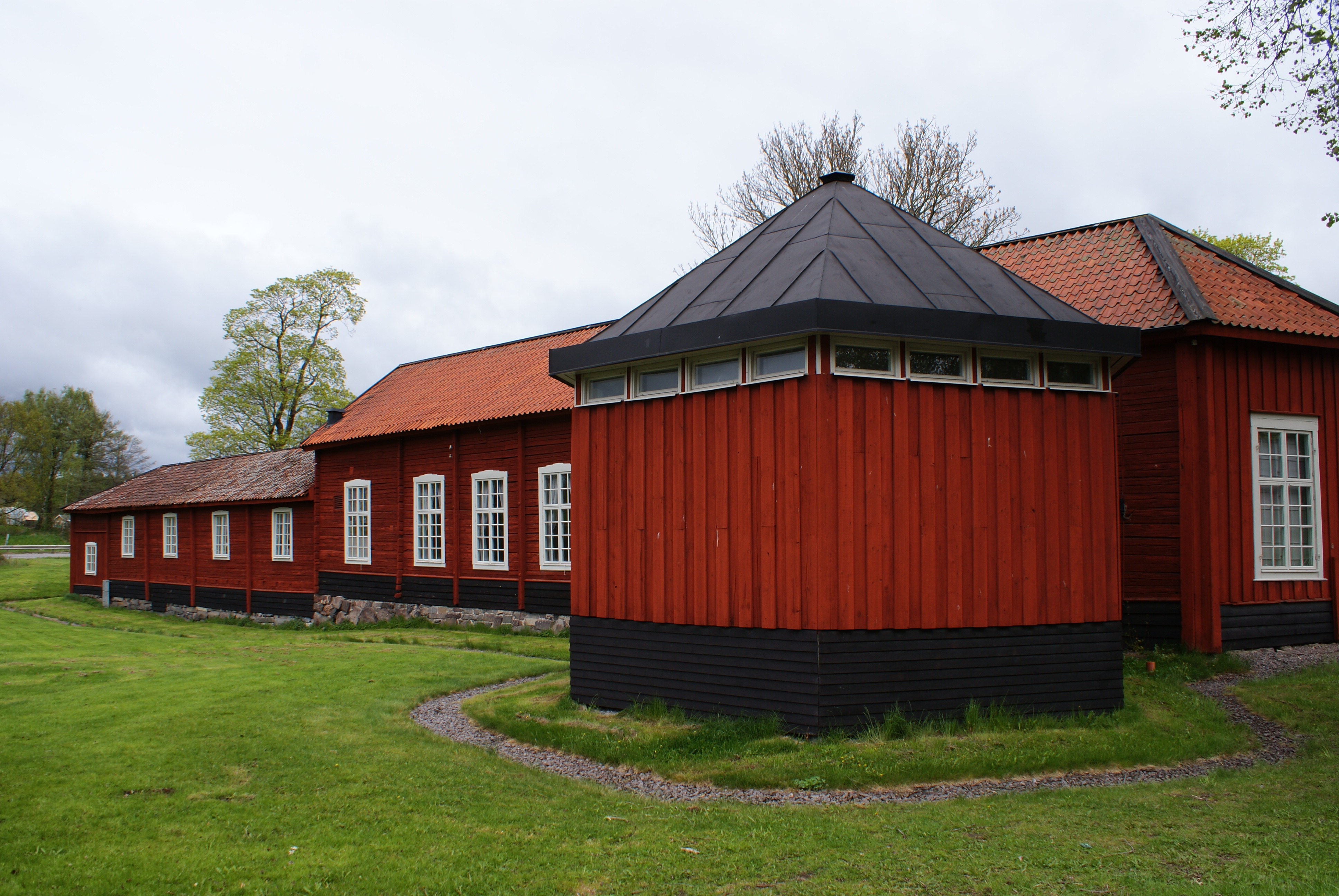
Brunssalongen med tillbyggd skådespelarloge
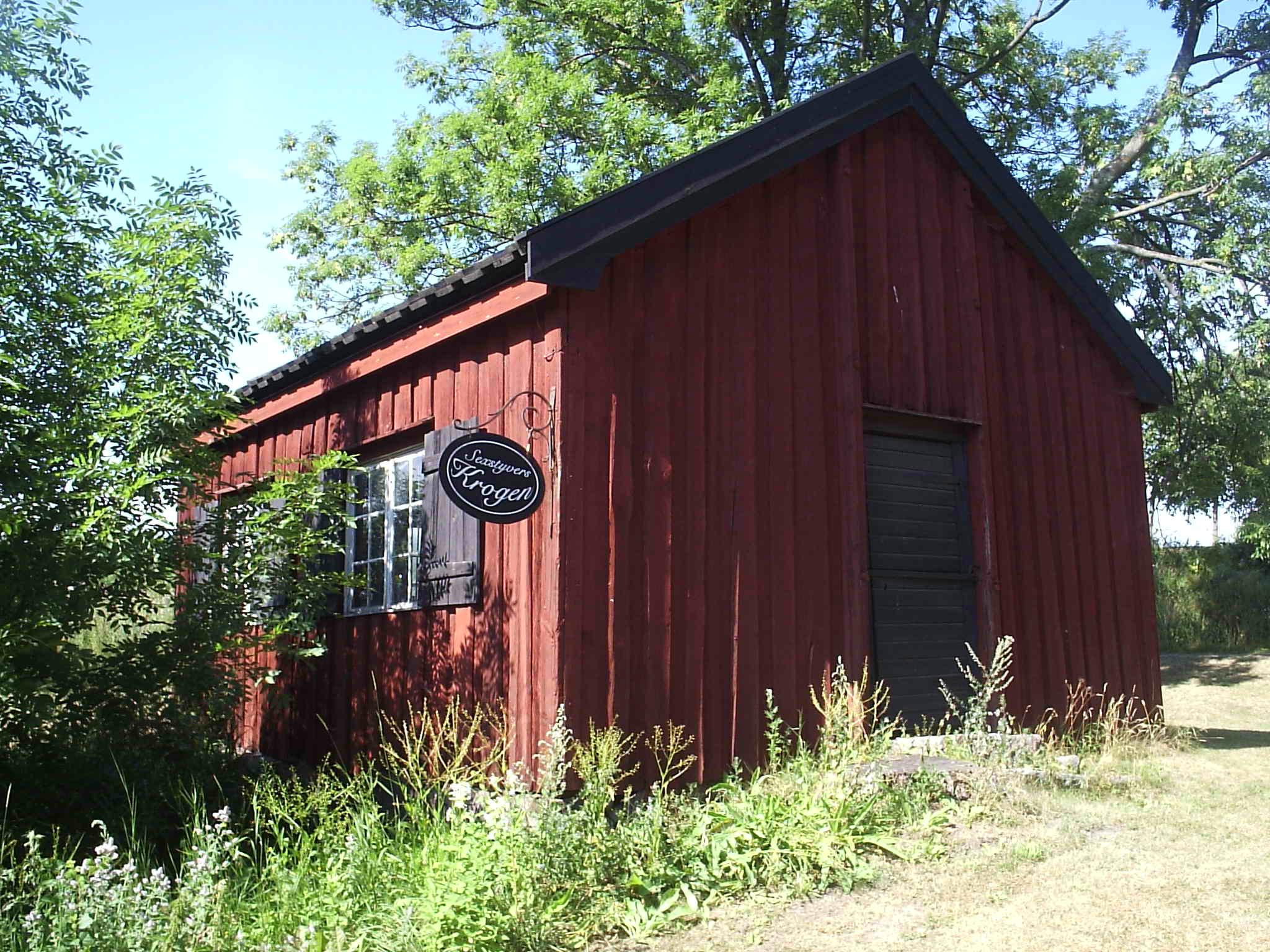
Sexstyverskrogen, ingångssidan
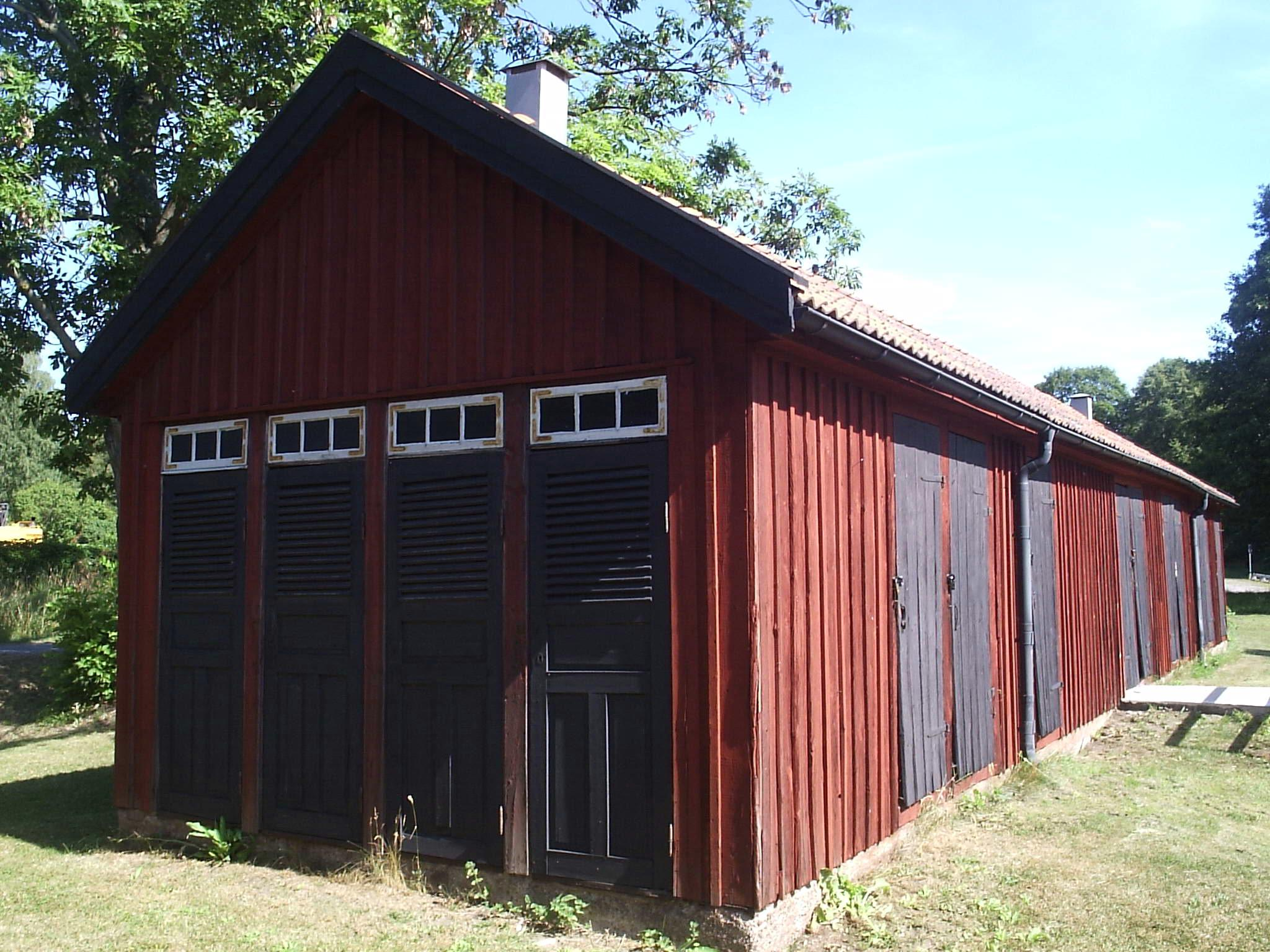
Sexstyverskrogen